# 1989년
1989년은 일요일로 시작하는 평년이다. 1989년은 폴란드와 헝가리를 시작으로 11월 베를린 장벽 붕괴, 체코슬로바키아의 벨벳 혁명, 12월 루마니아의 공산 독재 타도 등 동구권의 공산주의를 종식시킨 '1989년 혁명'으로 정치사의 전환점이 되었고, 1991년 12월 소련의 해체로 냉전은 종결되었다. 동유럽의 공산정부에 대한 혁명은 주로 성공했지만, 1989년 베이징 천안문 광장 시위의 중국 정부에 의한 진압도 그 해였다.

## 사건
- 1월 1일 - 해외여행이 전면 자유화되다.
- 1월 7일 - 제124대 일본 국왕 쇼와 천황이 87세의 나이로 사망하다. 다음날 아키히토가 국왕에 즉위하였고, 새로운 연호를 헤이세이(平成)로 정했다.
- 1월 20일 - 조지 H. W. 부시가 미국 제41대 대통령으로 취임하다.
- 1월 23일 - 대한민국의 국기 강하식, 애국가 방송도 중단하였다.
- 2월 15일 - 소련군이 10년만에 철수하고 그 뒤를 이어 나지불라 정부군과 무자헤딘 간의 내전이 시작되다.
- 3월 16일 - 서울지하철공사 노동조합이 파업하다. 당시 사상 최악의 지하철 파업이었으며, 2주일 동안 1호선을 제외한 지하철이 마비되었고, 이 파업으로 6명이 해고되었다.
- 3월 24일 - 엑슨발데즈 원유 유출 사고 발생.
- 4월 15일 - 힐즈버러 참사
- 4월 21일 - 대한제국의 마지막 황녀 이덕혜 향년 77세로 사망하다.
- 5월 2일 - 동의대학교사건 발생.
- 5월 10일 - 대한민국, 조선대학교 학생 이철규의 변사체가 광주에서 발견되다.
- 6월 4일 - 중국 톈안먼 사건이 일어나다.
- 7월 1일
  - 대한민국, 의료보험제도가 모든 국민으로 확대 실시되었다.
  - 조선민주주의인민공화국의 수도 평양에서 제13차 세계청년학생축전이 열렸다. 남한에서는 임수경이 참가하였으며, 동시에 월북하였다.
- 7월 27일 - 리비아 트리폴리에서 대한항공 803편 추락 사고가 발생하였다.
- 8월 2일 - 평화민주당 김대중 총재, 서경원(徐敬元) 의원 밀입북 사건과 관련해 국가안전기획부에 구인.
- 8월 8일 - 가이후 도시키(海部俊樹), 최연소 일본 총리에 취임.
- 8월 10일 - 콜린 파월 대장, 미국 최초의 흑인 합참의장에 임명.
- 8월 15일 - 대한민국, 중앙대학교 안성캠퍼스 총학생회장 이내창의 변사체가 거문도에서 발견되다.
- 8월 23일 - 소비에트 연방에서 발트의 길 시위가 열리다.
- 8월 27일 - 일본 자위대, 태평양 군사훈련에 참가.
- 8월 28일 - 대한민국 재무부, 재벌의 비업무용 부동산 소유 강력히 억제하는 정책 발표.
- 8월 31일 - 대한민국, 동아건설, 53억 달러 상당의 리비아 2차 대수로 공사 수주.
- 9월 8일 - 대한민국 국가안전기획부, 한국외국어대학교 학생 임수경 밀입북 사건 수사결과 발표.
- 9월 11일 - 대한민국 노태우 대통령이 국회 특별 연설에서 한민족공동체통일방안 제시하다.
- 9월 15일 - 대한민국 노동부가 최저임금제도 실시를 10인 이상 모든 산업체로 확대하는 시행령 개정안 확정하다.
- 9월 25일 - 동독의 공업도시 라이프치히에서 월요 시위가 처음으로 발생하다.
- 10월 7일 - 교황 요한 바오로 2세, 대한민국을 다시 방문하다.
- 10월 24일 - 한국노사교육본부가 설립되다.
- 11월 9일 - 베를린 장벽이 붕괴되다.
- 12월 6일 - 독일 민주 공화국의 지도자 에곤 크렌츠가 물러나면서 사실상 독일 민주 공화국이 붕괴되다.
- 12월 20일
  - 미국이 파나마를 침공하다.
  - 티미쇼아라 반정부시위를 시작으로 루마니아 전역에서 독재자 차우셰스쿠에 반대하는 민주화 시위가 번지다.
- 12월 25일 - 루마니아의 독재자 차우셰스쿠와 그의 아내 엘레나가 재판을 거쳐 총살되다.
- 12월 31일 - 전두환 전 대통령이 국회 5공 비리특위, 광주특위 연석 청문회에 출석하여 증언하다.

## 문화
- 1월 1일
  - 충청남도 대전시 일원과 대덕군 진잠면 남선리 (대덕군 진잠면 남선리는 충청남도 논산군 두마면 (現 계룡시 신도안면)으로 편입되었다.)를 제외한 전역을 관할로 대전직할시로 승격되어 충청남도에서 분리되었다.
  - 시흥군이 폐지되고, 군포읍이 군포시로, 의왕읍이 의왕시로 승격되었다.
  - 화성군 오산읍이 오산시로 승격되었다.
  - 태안군이 설치되었다.
- 1월 2일 - 변진섭 2집 너에게로 또 다시 발매. 대한민국 최초의 밀리언셀러 싱글 음반.
- 1월 9일 - 미국의 데일리 시사 프로그램인 인사이드 에디션이 첫 방송하였다.
- 1월 10일 - 아시아나항공이 대한민국내 두 번째 정기 항공사로서의 첫 취항하다. (국내선 : 1월 10일 / 국제선 : 12월 23일)
- 3월 - 대우자동차(한국GM의 전신)에서 임페리얼 출시.
- 3월 3일 - 기아산업(기아자동차의 전신)에서 캐피탈 출시.
- 3월 19일 - 프랑스군 한국전쟁 참전기념비가 건립되다.
- 4월 - 청량 음료 밀키스 출시.
- 4월 6일 - 현대자동차에서 제3세대승용차 엑셀을 출시하다.
- 4월 21일 - 닌텐도에서 게임보이를 출시하다.
- 4월 26일 - 드래곤볼 Z의 방송 시작.
- 5월 1일
  - 안양시에 만안출장소, 동안출장소 설치.
  - 성남시 분구. (수정구, 중원구)
  - 전주시 분구. (덕진구, 완산구)
- 5월 27일 - 성남시에 분당출장소가 설치되었다.
- 8월 13일 - 배용균 감독의 《달마가 동쪽으로 간 까닭은?》 제42회 로카르노 영화제 최우수 작품상 수상.
- 8월 25일 - 보이저 2호가 해왕성을 지나가다.
- 9월 1일 - 일본의 여성 만화가 집단 클램프가 신서관 윙스에서 성전 RG VEDA를 연재, 데뷔.
- 9월 2일 - 대한민국, 제30회 기능 올림픽에서 종합우승으로 대회 8연패 달성.
- 9월 17일 - 대한민국 노태우 대통령이 서울평화상을 제정 발표하다.
- 10월 5일 - 티베트의 달라이 라마가 노벨 평화상 수상자로 선정되다.
- 10월 9일 - 마쿠하리 멧세가 완공되었다.
- 10월 11일 - 대한민국에서 항공우주연구소가 발족하다.
- 10월 15일 - 이승환이 1집 앨범을 발매하고 데뷔하다.
- 10월 18일 - 갈릴레오가 발사되다.
- 11월 1일 - KBO 리그 한국시리즈 5차전에서 해태 타이거즈가 빙그레 이글스를 5대 1로 꺾고 시리즈 전적 4승 1패로 통산 5번째 우승을 달성하였다. 1986년 한국시리즈 1987년 한국시리즈 1988년 한국시리즈에 이은 4연패이다.
- 11월 6일 - 중앙고속도로(춘천 - 대구)가 착공되다.
- 11월 25일 - 장필순이 첫 솔로앨범을 발매함으로써 솔로로 전향.
- 12월 1일 - 대전극동방송이 개국하였다.(주파수: FM 93.3㎒, 호출부호 및 출력: HLAD 3)
- 12월 10일 - 니혼 팔콤에서 《드래곤 슬레이어 영웅전설》게임이 출시되었다.
- 12월 15일 - 대한민국에서 1990학년도 학력고사 실시

## 탄생

### 1월
- 1월 1일
  - 대한민국의 배우 배그린.
  - 대한민국의 래퍼 블랙넛.
  - 대한민국의 범죄자 고종석.
  - 대한민국의 뮤지컬 배우 서경수.
  - 대한민국의 축구 선수 김도연.
  - 대한민국의 배우 박수인.
  - 대한민국의 전직 스타크래프트 프로게이머 주현준.
- 1월 2일
  - 대한민국의 전직 스타크래프트 프로게이머 박상우.
  - 대한민국의 야구 선수 이용찬.
  - 대한민국의 미스코리아 출신 아나운서 김남희.
  - 대한민국의 전직 스타크래프트 프로게이머 최연식.
  - 대한민국의 전 야구 선수 이윤재.
- 1월 3일
  - 일본의 가수 우메다 아야카 (AKB48)
  - 대한민국의 야구 선수 김성현.
  - 스페인의 축구 선수 조르디 마시프.
  - 일본의 전직 체조 선수 우치무라 고헤이.
- 1월 4일
  - 대한민국의 성우 박요한.
  - 대한민국의 축구 선수 김다솔.
- 1월 5일 - 대한민국의 뮤지컬 배우 윤준호.
- 1월 6일
  - 잉글랜드의 축구선수 앤디 캐롤 (웨스트햄 유나이티드).
  - 일본의 성우 미카미 시오리.
  - 네덜란드의 디스크자키 겸 음악 프로듀서 니키 로메로.
- 1월 7일 - 일본의 전 축구 선수 마쓰나가 쇼헤이.
- 1월 8일
  - 대한민국의 전 배우 이찬호.
  - 대한민국의 배우 김가은.
  - 대한민국의 배우 이이경.
  - 대한민국의 레이싱 모델 오하루.
  - 대한민국의 야구 선수 이태균.
  - 대한민국의 축구 선수 김종국.
  - 일본의 전 축구 선수 야마다 고헤이.
  - 스페인의 축구 선수 알프레드 후르케라.
- 1월 9일
  - 캐나다의 배우 니나 도브레브.
  - 대한민국의 배우 이학주.
  - 미국의 농구 선수 마이클 비즐리.
  - 네덜란드의 배우 전나영.
- 1월 10일
  - 대한민국의 가수 솔지 (EXID).
  - 대한민국의 성악가 이벼리.
- 1월 11일
  - 대한민국의 야구 선수 고종욱.
  - 대한민국의 배우 하정민.
  - 대한민국의 축구 선수 김진솔.
  - 대한민국의 배우 안성봉.
  - 대한민국의 배우 유일 (서프라이즈).
  - 일본의 배우 진 유키.
- 1월 12일
  - 대한민국의 아나운서 류미정.
  - 벨기에의 축구 선수 악셀 위첼.
- 1월 13일
  - 대한민국의 배우 박용우.
  - 대한민국의 공예가 정다혜.
- 1월 14일
  - 대한민국의 전 야구 선수 김재율.
  - 대한민국의 축구 선수 김지웅.
  - 스페인의 축구 선수 빅토르 발데스.
- 1월 15일 - 오스트레일리아의 배우 라이언 코.
  - 대한민국의 래퍼 박동민 (점퍼).
- 1월 16일
  - 대한민국의 축구 선수 박요한
  - 캐나다의 싱어송라이터 카이자.
- 1월 17일
  - 대한민국의 가수 가현 (HAM).
  - 이탈리아의 권투 선수 빈첸초 만자카프레.
- 1월 18일
  - 대한민국의 철권 프로게이머 김현진.
  - 대한민국의 전 축구 선수 손흥윤.
  - 도미니카 공화국의 야구 선수 마이클 피네다.
  - 중화인민공화국의 배드민턴 선수 천룽.
- 1월 19일 - 미국의 종합격투기 선수 더스틴 포이리에.
- 1월 21일
  - 대한민국의 가수, 배우 진원.
  - 아르메니아의 축구 선수 헨리흐 므히타랸.
- 1월 22일 - 우크라이나의 스타크래프트 프로게이머 알렉산드르 소스윅.
- 1월 23일
  - 대한민국의 바둑 기사 강동윤.
  - 대한민국의 뮤지컬 배우 이설.
- 1월 24일
  - 대한민국의 미스코리아, 방송인 공평희.
  - 대한민국의 축구 선수 기성용.
  - 일본의 가수 나카니시 유카 (SKE48).
  - 일본의 축구 선수 나가사토 아사노.
  - 말리의 축구 선수 삼바 디아키테.
- 1월 25일 - 일본의 배우 타베 미카코.
- 1월 26일
  - 대한민국의 기타리스트 겸 싱어송라이터 적재.
  - 대한민국의 배우 진기주.
  - 잉글랜드의 배우 해나 아터턴.
- 1월 27일 - 대한민국의 싱어송라이터 비비.
- 1월 29일 - 프랑스의 배우 프랑수아 시빌.
- 1월 30일
  - 대한민국의 배우 백성현.
  - 대한민국의 배우 강한나.
  - 대한민국의 가수 니아 (마이네임).
  - 대한민국의 희극인 김원훈.
  - 미국의 배우 카일리 번버리.
- 1월 31일
  - 대한민국의 가수 금단비.
  - 대한민국의 아나운서 조민경.

### 2월
- 2월 1일
  - 아이슬란드의 축구 선수 알프레드 핀보가손.
  - 대한민국의 배우 염문경.
  - 대한민국의 전직 스타크래프트 프로게이머 정명호.
  - 일본의 성우 쿠스다 아이나.
  - 대한민국의 배구 선수 한수지.
- 2월 2일
  - 대한민국의 배우 이명훈.
  - 크로아티아의 축구 선수 이반 페리시치.
  - 대한민국의 배우 김단비.
- 2월 3일
  - 중국의 가수 지아 (미쓰에이).
  - 대한민국의 레이싱 모델 이지우.
- 2월 4일
  - 대한민국의 야구 선수 최원제 (삼성 라이온즈).
  - 대한민국의 배우 미람.
  - 일본의 성우 오조라 나오미.
  - 대한민국의 배우 안지혜.
- 2월 5일 - 대한민국의 야구 선수 이상호.
- 2월 6일
  - 태국의 배우 나타폰 떼미락.
  - 중국의 배우 가오한위.
  - 일본의 축구 선수 마쓰모토 다쿠야.
  - 미국의 농구 선수 조니 플린.
- 2월 7일
  - 대한민국의 가수 오제.
  - 대한민국의 배우 정욱진.
- 2월 8일
  - 대한민국의 가수 임한별.
  - 대한민국의 축구 선수 김재연.
- 2월 9일
  - 대한민국의 가수 문준영 (제국의아이들).
  - 조선민주주의인민공화국의 축구 선수 최금철.
  - 대한민국의 스턴트 배우 김성종.
  - 일본의 축구 선수 다카하시 슌타.
- 2월 10일
  - 대한민국의 축구 선수 정산.
  - 노르웨이의 축구 선수 잉빌 이삭센.
  - 대한민국의 피아니스트 선우예권.
  - 대한민국의 바둑 기사 박승화.
- 2월 11일
  - 프랑스의 배우 아델 에넬.
  - 대한민국의 가수 최준영.
- 2월 12일
  - 대한민국의 가수 동현 (BF).
  - 대한민국의 희극인 박준호.
  - 미국의 배우 케이티 오브라이언.
- 2월 13일
  - 대한민국의 배우 강윤.
  - 대한민국의 레이싱 모델 유리안.
- 2월 14일 - 폴란드의 축구 선수 아담 마투슈치크.
- 2월 15일
  - 대한민국의 스피드 스케이팅 선수 모태범.
  - 대한민국의 축구 선수 김민서.
  - 일본의 가수 니시와키 아야카.
- 2월 16일
  - 미국의 배우 엘리자베스 올슨.
  - 대한민국의 배우 김예은.
  - 대한민국의 방송인 김정민.
  - 미국의 싱어송라이터, 기타리스트 대니엘 하임.
- 2월 17일
  - 대한민국의 사격 선수 김민지.
  - 대한민국의 배구 선수 김나희.
- 2월 18일
  - 대한민국의 가수 길학미.
  - 대한민국의 바둑 기사 조연우.
  - 잉글랜드의 싱어송라이터 수리.
- 2월 19일
  - 대한민국의 성우 이새아.
  - 중국의 조선족 가수 백청강.
  - 대한민국의 배우 정유진.
  - 중국의 축구 선수 우시.
- 2월 20일
  - 대한민국의 뮤지컬 배우 이주아.
  - 미국 출신 대한민국의 농구 선수 라건아.
- 2월 21일
  - 대한민국의 가수 정준영.
  - 대한민국의 방송인 김원.
- 2월 22일
  - 대한민국의 배우 윤주빈.
  - 대한민국의 힙합 래퍼 콕재즈.
  - 대한민국의 기상캐스터 최아리.
  - 폴란드의 육상 선수 보이치에흐 노비츠키.
- 2월 23일 - 대한민국의 배우 김수연.
- 2월 24일
  - 영국의 배우 대니얼 컬루야.
  - 대한민국의 야구 선수 고영창.
- 2월 25일
  - 대한민국의 스피드 스케이팅 선수 이상화.
  - 대한민국의 야구 선수 윤완주.
  - 대한민국의 야구 선수 윤해진.
  - 대한민국의 전 야구 선수 김민하.
  - 일본의 성우 하나자와 카나.
- 2월 26일
  - 대한민국의 배우 서은아.
  - 대한민국의 유튜버 돼지저금통(조상민)
- 2월 27일
  - 대한민국의 축구 선수 구자철.
  - 대한민국의 배우, 방송인 이채원.
- 2월 28일
  - 중국의 가수 장리인.
  - 대한민국의 희극인 김두현.
  - 대한민국의 배우 최태환.
  - 미국의 야구 선수 채드 벨.
  - 중국의 배우 안젤라 베이비.

### 3월
- 3월 1일 - 멕시코의 축구 선수 카를로스 벨라.
- 3월 2일
  - 대한민국의 야구 선수 김주.
  - 대한민국의 야구 선수 홍효의.
  - 벨기에의 축구 선수 토비 알데르베이럴트.
- 3월 3일
  - 대한민국의 가수 이서안 (남녀공학).
  - 일본의 축구 선수 곤다 슈이치.
  - 대한민국의 전 아나운서 김영은.
- 3월 4일 - 미국의 패션 모델 에린 헤더튼.
- 3월 5일
  - 미국의 배우, 가수 스털링 나이트.
  - 미국의 배우 제이크 로이드.
  - 대한민국의 배우 정지우.
- 3월 6일
  - 대한민국의 축구 선수 이승렬 (전북 현대 모터스).
  - 대한민국의 탁구 선수 최정민.
  - 네덜란드의 축구 선수 앙엘라 크리스트.
  - 일본의 댄서 이와타 타카노리.
- 3월 7일 - 대한민국의 레이싱 모델 이연아.
- 3월 8일
  - 대한민국의 배우 서예화.
  - 대한민국의 치어리더 이단비.
- 3월 9일
  - 대한민국의 가수 태연 (소녀시대).
  - 일본의 배우 치바 유다이.
- 3월 10일
  - 대한민국의 야구 선수 박시영 (롯데 자이언츠).
  - 대한민국이 프로게이머 신희승.
  - 대한민국의 가수 리코.
- 3월 11일
  - 대한민국의 가수 수현 (유키스).
  - 미국의 배우 안톤 옐친.
- 3월 12일 - 대한민국의 축구 선수 박선용.
- 3월 13일
  - 대한민국의 배우 정주연.
  - 프랑스의 배우 피에르 니네.
  - 영국의 배우 해리 멜링.
- 3월 14일 - 대한민국의 축구 선수 이종원.
- 3월 15일
  - 대한민국의 배우 이제연.
  - 영국의 배우 톰 베이트먼.
- 3월 16일
  - 대한민국의 배우 정소민.
  - 잉글랜드 프리미어리그 축구 선수 시오 월컷. (아스날)
  - 미국의 농구 선수 블레이크 그리핀.
  - 일본의 성우 쿠도 하루카.
- 3월 17일 - 일본의 축구 선수 가가와 신지 (보루시아 도르트문트).
- 3월 18일
  - 대한민국의 야구 선수 전민수 (KT 위즈).
  - 일본의 가수 니시노 카나.
  - 영국, 미국의 배우 릴리 콜린스.
  - 대한민국의 배우 김히어라.
- 3월 19일
  - 대한민국의 치어리더 김다희.
  - 일본의 배우, 가수 코바야시 유타카.
- 3월 20일
  - 캐나다의 영화 감독, 배우 그자비에 돌란.
  - 대한민국의 야구 선수 백용환 (KIA 타이거즈).
  - 대한민국의 야구 선수 진명호.
  - 일본의 배우 이노우에 마사히로.
- 3월 21일
  - 대한민국의 야구 선수 신본기.
  - 일본의 배우 사토 타케루.
  - 스페인의 축구 선수 조르디 알바.
  - 대한민국의 요트 선수 하지민.
  - 우루과이의 축구 선수 니콜라스 로데이로.
- 3월 22일 - 스웨덴의 축구 선수 지미 두르마즈.
- 3월 23일
  - 대한민국의 배우 이문정.
  - 대한민국의 가수 이지수.
- 3월 24일
  - 대한민국의 기상캐스터 조문경.
  - 대한민국의 축구 선수 김서준.
  - 대한민국의 전 야구 선수 김영훈.
- 3월 25일
  - 대한민국의 스케이트 선수 조수훈.
  - 대한민국의 미스코리아 김성실.
- 3월 26일
  - 대한민국의 배우 조동인.
  - 대한민구의 배우 임수현.
- 3월 27일
  - 이탈리아의 축구 선수 사라 가마.
  - 대한민국의 범죄자 최신종.
  - 미국의 전 야구 선수 맷 하비.
- 3월 28일
  - 대한민국의 배우 홍아름.
  - 잉글랜드의 축구 선수 루카스 유트케비츠.
- 3월 29일
  - 대한민국으 축구 선수 김동섭.
  - 한국계 미국인 음악가, 감독 작가 미셸 조너.
- 3월 30일
  - 대한민국의 가수, 뮤지컬배우 이다연.
  - 대한민국의 가수 채수연.
  - 일본의 성우 하마노 다이키.
  - 포르투갈의 테니스 선수 주앙 소자.
- 3월 31일 - 대한민국의 가수 김보형.

### 4월
- 4월 1일 - 일본의 배우 스기모토 유미.
- 4월 2일
  - 대한민국의 장대높이뛰기 선수 임은지.
  - 대한민국의 축구 선수 이범영.
  - 대한민국의 야구 선수 이규환. (~2012년)
  - 독일의 배우 조냐 게르하르트.
- 4월 3일 - 대한민국의 가수 이정준.
- 4월 4일 - 오스트리아의 클라리넷 연주자 안드레아스 오텐자머.
- 4월 5일
  - 영국의 배우 릴리 제임스.
  - 일본의 전 축구 선수 아사다 다이키.
  - 베트남의 역도 선수 쩐레꾸옥또안.
- 4월 6일 - 네덜란드의 축구 선수 셰일라 판 덴 뷜크.
- 4월 7일 - 폴란드의 가수 실비아 그제슈차크.
- 4월 8일
  - 대한민국의 전 축구 선수 김슬기.
  - 일본의 가수 타카하시 히토미.
  - 일본의  전 축구 선수 시모다 고헤이.
- 4월 9일 - 아르헨티나의 축구 선수 루카스 카스트로.
- 4월 10일
  - 대한민국의 배우 박보미.
  - 브라질의 축구 선수 이베르통 히베이루.
- 4월 11일
  - 대한민국의 야구 선수 진야곱 (두산 베어스).
  - 대한민국의 아나운서 강지영.
- 4월 12일
  - 미국의 배우, 가수 앨리스 리.
  - 브라질의 축구 선수 레우 이타페루나.
- 4월 13일
  - 대한민국의 가수 자이언티.
  - 대한민국의 야구 선수 유민상.
  - 대한민국의 가수 박예슬.
- 4월 14일
  - 일본의 가수 ELISA.
  - 대한민국의 발레리나 권세현.
- 4월 15일
  - 대한민국의 축구 선수 심서연.
  - 대한민국의 배우 김민선.
- 4월 16일
  - 대한민국의 가수 유원.
  - 스페인의 축구 선수 다니엘 파레호.
  - 미국의 프로레슬링 선수 제이드.
- 4월 17일
  - 대한민국의 배우 김시온.
  - 대한민국의 축구 선수 김현우.
  - 대한민국의 일러스트레이터 김민혜.
- 4월 18일
  - 대한민국의 가수, 디자이너 제시카.
  - 대한민국의 전 야구 선수 김종훈.
- 4월 19일 - 대한민국의 배우 박지훈. (~2020년)
- 4월 20일 - 대한민국의 가수 한희준.
- 4월 21일 - 일본의 유튜버 HIKAKIN.
- 4월 22일
  - 네덜란드의 축구 선수 야스퍼 실러선.
  - 아이슬란드의 축구 선수 아론 귄나르손.
  - 잉글랜드의 체조 선수 루이스 스미스.
- 4월 23일 - 대한민국의 유도 선수 정다운.
- 4월 24일 - 대한민국의 작가 에피.
- 4월 25일 - 대한민국의 축구 선수 김태준.
- 4월 26일
  - 대한민국의 가수 대성 (빅뱅).
  - 대한민국의 가수 유성은.
- 4월 27일 - 대한민국의 펜싱 선수 구본길.
- 4월 28일
  - 대한민국의 가수 김성규 (인피니트).
  - 대한민국의 희극인 이세영.
  - 대한민국의 배우 서혜진.
  - 대한민국의 야구 선수 이동훈.
- 4월 29일
  - 대한민국의 야구 선수 하준호 (KT 위즈).
  - 크로아티아의 축구 선수 도마고이 비다.
  - 일본의 축구 선수 오카다 쇼헤이.
  - 브라질의 배우 소피 샤를로치.
- 4월 30일
  - 대한민국의 가수 우영 (2PM).
  - 일본의 전 축구 선수 시미즈 고헤이.

### 5월
- 5월 1일 - 대한민국의 대학교수 및 모델 신재이.
- 5월 2일
  - 대한민국의 아나운서 안애경.
  - 대한민국의 야구 선수 박상규 (한화 이글스).
  - 대한민국의 야구 선수 양성우.
- 5월 3일 - 대한민국의 전직 스타크래프트 프로게이머 허영무.
- 5월 4일
  - 대한민국의 스타크래프트2 프로게이머 김태환.
  - 대한민국의 가수, 작곡가 소보.
  - 헝가리의 수영 선수 주르터 다니엘.
- 5월 5일
  - 미국의 가수 크리스 브라운.
  - 일본의 만화가 고토게 코요하루.
  - 대한민국의 야구 선수 신종훈.
  - 대한민국의 가수 조은희.
  - 대한민국의 전직 스트라이크 프로게이머 이성재.
- 5월 6일
  - 대한민국의 희극인 박진호.
  - 대한민국의 축구 선수 김동희.
  - 대한민국의 축구 선수 주현재.
  - 중화인민공화국의 사격 선수 이쓰링.
- 5월 7일
  - 대한민국의 가수 레이나 (애프터 스쿨).
  - 대한민국의 축구 선수 박현범.
- 5월 8일 - 프랑스의 배우 노라 아르네제더.
- 5월 9일 - 대한민국의 배우 오은별.
- 5월 10일
  - 대한민국의 가수 노을.
  - 모로코의 축구 선수 무니르 모하메디.
  - 대한민국의 아나운서 이승희.
- 5월 11일
  - 멕시코의 축구 선수 조바니 도스 산토스.
  - 프랑스의 축구 선수 케뱅 르 루.
- 5월 12일 - 대한민국의 배우 정기욱.
- 5월 14일
  - 대한민국의 배우, 前 가수 우지해.
  - 대한민국의 프로게이머 김창희.
  - 영국의 유튜버 조쉬.
  - 대한민국의 기상 캐스터 김가영.
  - 대한민국의 싱어송라이터 조은희.
- 5월 15일
  - 대한민국의 가수 써니 (소녀시대).
  - 대한민국의 희극인 임라라.
  - 대한민국의 농구 선수 김명진.
- 5월 16일
  - 대한민국의 배우 김권.
  - 대한민국의 가수 장범준.
  - 대한민국의 야구 선수 이흥련.
- 5월 17일
  - 대한민국의 전(前) 가수 김성희.
  - 대한민국의 배우 오혜금.
  - 대한민국의 배우 김은혜.
  - 캐나다의 피겨 스케이팅 선수 테사 버추.
  - 대한민국의 안무가 메이제이 리.
  - 대한민국의 전 배우 김희준.
  - 대한민국의 뮤지컬 배우 김성식.
  - 대한민국의 가수 니다.
- 5월 18일
  - 프랑스의 축구 선수 외제니 르 소메르.
  - 대한민국의 배우 이예은.
  - 미국의 야구 선수 제러드 호잉.
  - 대한민국의 배우 이정아.
- 5월 19일 - 일본의 성우 쿠보 유리카.
- 5월 20일
  - 대한민국의 레이싱 모델 채비니.
  - 대한민국의 전 야구 선수 이원재.
- 5월 21일 - 대한민국의 기자 차정윤.
- 5월 22일
  - 일본의 축구 선수 다카기 슌.
  - 대한민국의 작곡가 손이삭.
- 5월 23일 - 대한민국의 싱어송라이터, 가수 Bedroom.
- 5월 24일
  - 일본의 바둑 기사 이야마 유타.
  - 미국의 래퍼 지이지.
- 5월 25일
  - 대한민국의 배우 안재홍.
  - 대한민국의 근대5종 선수 정진화.
  - 대한민국의 종교인, 목사후보생 김영훈.
- 5월 26일 - 대한민국의 가수 예은 (원더걸스).
- 5월 27일 - 대한민국의 배우 손세빈.
- 5월 28일 - 대한민국의 뮤지컬 배우 정다희.
- 5월 29일
  - 대한민국의 배우, 모델, 방송인 심소헌.
  - 미국의 배우 라일리 키오.
- 5월 30일
  - 대한민국의 가수 효민 (티아라).
  - 대한민국의 배우 김가은.
  - 대한민국의 가수 에일리.
  - 대한민국의 기업인, 승마 선수 김동선.
  - 일본의 성우, 배우 이시카와 유이.
  - 대한민국의 미스코리아 김혜림.
  - 일본의 전 축구 선수 마루타니 다쿠야.
- 5월 31일
  - 대한민국의 축구 선수 조영철 (경남 FC).
  - 독일의 축구 선수 마르코 로이스(보루시아 도르트문트).
  - 네덜란드의 축구 선수 바스 도스트.
  - 대한민국의 모델 김다울.

### 6월
- 6월 1일
  - 대한민국의 전 아나운서, 언론인, 정당인 안귀령.
  - 대한민국의 축구 선수 김윤지.
  - 튀르키예의 배우 셀린 셰케르지.
- 6월 2일
  - 대한민국의 가수 김소정.
  - 대한민국의 야구 선수 최정민.
- 6월 3일
  - 대한민국의 배우 장아영.
  - 영국의 배우 이머전 푸츠.
  - 일본의 성우 한 메구미.
- 6월 4일 - 대한민국의 가수 김맑음.
- 6월 5일
  - 일본의 성우, 가수 나카지마 메구미.
  - 대한민국의 아나운서 강지연.
  - 브라질의 축구 선수 지우베르투 올리베이라 소우자 주니오르.
- 6월 6일 - 대한민국의 가수 박장현.
- 6월 7일
  - 대한민국의 야구 선수 이형종 (LG 트윈스).
  - 브라질의 권투 선수 존 조 네빈.
- 6월 8일
  - 일본의 성우 츠다 미나미.
  - 미국의 야구 선수 T.J. 맥파랜드.
  - 대한민국의 아나운서 이정섭.
- 6월 9일 - 아일랜드의 싱어송라이터 클로이 애그뉴.
- 6월 10일
  - 대한민국의 배우 김혜원.
  - 대한민국의 농구 선수 배혜윤.
- 6월 11일 - 대한민국의 헤어디자이너 김초롱.
- 6월 12일 - 대한민국의 희극인 장슬기.
- 6월 13일
  - 대한민국의 전직 스타크래프트, 프로그래머 김윤환.
  - 대한민국의 바둑 기사 김지석.
  - 그리스의 축구 선수 안드레아스 사마리스.
- 6월 14일
  - 미국의 배우, 가수 루시 헤일.
  - 일본의 축구 선수 가토 고헤이.
- 6월 15일 - 대한민국의 가수 지유 (투엑스).
- 6월 16일
  - 에스토니아의 피겨스케이팅 선수 옐레나 글레보바.
  - 중국의 종합격투기 선수 옌샤오난.
- 6월 18일
  - 대한민국의 래퍼 김태헌 (제국의 아이들).
  - 대한민국의 야구 선수 윤명준.
  - 가봉의 축구 선수 피에르에므리크 오바메양.
  - 대한민국의 가수 이민.
- 6월 19일
  - 대한민국의 농구 선수 박지훈.
  - 대한민국의 배우 인병국.
  - 미국의 가수 질리언 허비.
  - 오스트레일리아의 모델 로빈 롤리.
  - 일본의 전 축구 선수 후지타 고헤이.
- 6월 20일
  - 대한민국의 야구 선수 전우엽 (KIA 타이거즈).
  - 아르헨티나의 축구 선수 하비에르 파스토레.
- 6월 21일 - 오스트레일리아의 배구 선수 토머스 에드거.
- 6월 22일
  - 대한민국의 가수, 배우 정용화 (씨엔블루).
  - 대한민국의 축구 선수 여름 (광주 FC).
- 6월 23일
  - 일본의 성우 타케타츠 아야나.
  - 스웨덴의 축구 선수 크리스토페르 노르드펠트.
  - 잉글랜드의 가수 로런 베넷.
- 6월 24일 - 대한민국의 성우 방시우.
- 6월 25일 - 대한민국의 연극배우 정혜주.
- 6월 26일 - 대한민국의 배우 한서진.
- 6월 27일 - 대한민국의 레이싱 모델 강하빈.
- 6월 28일
  - 대한민국의 야구 선수 김민식.
  - 미국의 육상 선수 조 코백스.
  - 대한민국의 아나운서 오보람.
- 6월 29일
  - 대한민국의 기업인, 쇼핑호스트 김수지.
  - 일본의 축구 선수 마스다 다쿠야.
- 6월 30일
  - 스웨덴의 축구 선수 율리아 스페츠마르크.
  - 일본의 전 축구 선수 오이즈미 다이키.
  - 일본의 축구 선수 다카하시 다쿠야.

### 7월
- 7월 1일
  - 미국의 야구 선수 마이크 몽고메리.
  - 영국의 배우 미치 휴어.
  - 대한민국의 성우 이슬.
  - 영국의 배우 해나 머리.
- 7월 2일
  - 대한민국의 야구 선수 윤도경 (KT 위즈).
  - 미국의 축구 선수 앨릭스 모건.
- 7월 3일
  - 일본의 야구 선수 이노우에 세이야.
  - 프랑스의 권투 선수 마티외 보데를리크.
- 7월 4일
  - 대한민국의 가수 윤두준 (하이라이트).
  - 대한민국의 야구 선수 박민석.
- 7월 5일
  - 일본의 야구 선수 가라카와 유키 (지바 롯데 마린스).
  - 미국의 모델 션 오프라이.
  - 크로아티아의 축구 선수 데얀 로브렌.
  - 중국의 배우 쑤칭.
- 7월 6일 - 대한민국의 배우 주민경.
- 7월 7일
  - 대한민국의 야구 선수 오선진 (한화이글스).
  - 대한민국의 배우 김범.
  - 대한민국의 레이싱 모델 서한빛.
  - 캐나다의 배우 제이미 존스턴.
- 7월 8일
  - 대한민국의 가수 손성아 (나인뮤지스).
  - 대한민국의 배우 서현석.
  - 대한민국의 배우 신현수.
- 7월 9일 - 일본의 성우, 가수 야스노 기요노.
- 7월 10일
  - 대한민국의 수영 선수 이지영.
  - 대한민국의 전문직업인 이지영.
- 7월 12일 - 대한민국의 수영 선수 신진희.
- 7월 13일
  - 일본의 가수 미치시게 사유미 (모닝구 무스메).
  - 대한민국의 래퍼 진온 (F.CUZ).
  - 대한민국의 희극인 한다혜.
  - 대한민국의 성우 강은애.
  - 대한민국의 기업인 김승현.
  - 대한민국의 축구 선수 김민수.
  - 대한민국의 축구 선수 김동진.
- 7월 14일
  - 대한민국의 전 축구 선수 김문수.
  - 미국의 배우 숀 플린.
- 7월 15일
  - 대한민국의 아나운서 김정현.
  - 대한민국의 야구 선수 노진혁.
  - 대한민국의 야구 선수 이범준 (LG 트윈스).
  - 대한민국의 야구 선수 홍성민.
- 7월 16일
  - 대한민국의 배우 김우빈.
  - 대한민국의 야구 선수 임준섭(KIA 타이거즈).
  - 영국의 축구 선수 가레스 베일.
  - 대한민국의 가수 한기란.
- 7월 17일 - 대한민국의 뮤지컬배우, 연극배우 허만.
- 7월 18일
  - 대한민국의 치어리더 박수진.
  - 대한민국의 가수 임세준.
- 7월 19일
  - 대한민국의 아나운서 정슬기.
  - 대한민국의 기자, 앵커 한민용.
  - 대한민국의 전 아나운서 황보미.
  - 브라질의 축구 선수 노르베르투 무라라 네투.
- 7월 20일
  - 대한민국의 배우 이주승.
  - 러시아의 축구 선수 유리 가진스키.
  - 대한민국의 야구 선수 김수완.
- 7월 21일
  - 대한민국의 전직 스타크래프트 프로게이머 구성훈.
  - 대한민국의 배우 장미관.
  - 대한민국의 배구 선수 서재덕.
  - 대한민국의 가수 이하린.
  - 대한민국의 배우 이지민.
  - 잉글랜드의 배우 제이미 웨일릿.
- 7월 22일
  - 대한민국의 배우 최창엽.
  - 대한민국의 배우 박민지.
- 7월 23일
  - 영국의 배우 대니얼 래드클리프.
  - 대한민국의 래퍼 pH-1.
- 7월 24일 - 대한민국의 축구 선수 김태환.
- 7월 25일
  - 대한민국의 농구 선수 강아정.
  - 대한민국의 전 기상캐스터 주정경.
- 7월 26일 - 대한민국의 배우 전여빈.
- 7월 27일 - 캐나디의 성우 겸 배우 샬럿 아널드.
- 7월 28일
  - 대한민국의 배우 조중휘.
  - 대한민국의 배우 권화운.
  - 스웨덴의 축구 선수 알빈 에크달.
- 7월 29일
  - 대한민국의 전 야구 선수 최인영.
  - 잉글랜드의 축구 선수 제이 로드리게스.
  - 스웨덴의 축구 선수 코소바레 아슬라니.
  - 미국의 야구 선수 에릭 요키시.
- 7월 30일 - 대한민국의 가수 준택.
- 7월 31일
  - 일본의 축구 선수 구로키 고헤이.
  - 미국의 종합격투기 선수 알제메인 스털링.

### 8월
- 8월 1일
  - 대한민국의 배우 노지연.
  - 한국계 미국인 가수 티파니 (소녀시대).
  - 미국의 프로야구 선수 매디슨 범가너.
  - 사우디아라비아의 축구 선수 살만 알파라지.
  - 대한민국의 가수 변흥수.
- 8월 2일
  - 대한민국의 야구 선수 조성진.
  - 벨기에의 축구 선수 나세르 샤들리.
  - 영국의 음악 프로듀서 조너스 블루.
- 8월 3일 - 프랑스의 자동차경주 선수 쥘 비앙키. (~2015년)
- 8월 5일 - 잉글랜드의 축구 선수 라이언 버트런드.
- 8월 6일
  - 튀니지의 축구 선수 아이멘 압덴누르.
  - 대한민국의 전 야구 선수 손동욱.
- 8월 7일
  - 미국의 농구 선수 더마 더로전.
  - 브라질의 축구 선수 하몽 로페스 지 프레이타스.
- 8월 8일
  - 미국의 배우 켄 보먼.
  - 대한민국의 가수 모닝커피.
- 8월 9일
  - 대한민국의 야구 선수 한동민.
  - 대한민국의 야구 선수 한유섬.
  - 대한민국의 테너 성악가 겸 뮤지컬 배우 정필립.
  - 대한민국의 뮤지컬 배우 한선천.
  - 미국의 야구 선수 제이슨 헤이워드.
- 8월 10일
  - 대한민국의 정치인 모경종.
  - 대한민국의 가수 철웅.
- 8월 11일
  - 대한민국의 전 래퍼 베카.
  - 대한민국의 래퍼 자메즈.
  - 대한민국의 모델, 유튜버 표은지.
  - 미국의 성우 알렉시스 팁턴.
  - 스페인의 배우 우르술라 코르베로.
- 8월 12일
  - 대한민국의 전 가수 선예.
  - 대한민국의 축구 선수 홍정호 (FC 아우크스부르크).
  - 대한민국의 아나운서 홍재경.
- 8월 13일 - 대한민국의 배우 강신효.
- 8월 14일 - 스페인의 축구 선수 안데르 에레라.
- 8월 15일
  - 미국의 가수 조 조너스 (조너스 브라더스).
  - 일본의 배우 오카다 마사키.
  - 대한민국의 바둑 기사 김대희.
  - 오스트레일리아의 축구 선수 라이언 맥가원.
- 8월 16일
  - 프랑스의 축구 선수 무사 시소코.
  - 대한민국의 야구 선수 이재인.
- 8월 17일
  - 대한민국의 야구 선수 송창현.
  - 미국의 래퍼 릴 비.
- 8월 18일 - 대한민국의 전 축구 선수 김성민.
- 8월 19일
  - 대한민국의 아나운서 유다원.
  - 폴란드의 축구 선수 마치에이 리부스.
  - 중화인민공화국의 육상 선수 궁리자오.
  - 캐나다의 육상 선수 데이미언 워너.
- 8월 20일 - 대한민국의 가수, 작곡가 현상진.
- 8월 21일
  - 미국의 배우 헤이든 패네티어.
  - 스페인의 축구 선수 알레시 비달.
  - 대한민국의 가수 이승윤.
  - 대한민국의 방송인 민주희.
- 8월 22일
  - 대한민국의 야구 선수 서건창.
  - 대한민국의 배우 박예영.
  - 대한민국의 배드민턴 선수 김사랑.
- 8월 23일
  - 대한민국의 가수 가은.
  - 대한민국의 야구 선수 최형록.
- 8월 24일
  - 대한민국의 농구 선수 차바위.
  - 대한민국의 가수 태희 (엠파이어).
- 8월 25일
  - 대한민국의 전 축구 선수, 축구 지도자 최유상.
  - 잉글랜드의 모델, 가수 앰버 르 봉.
- 8월 26일
  - 미국의 농구 선수 제임스 하든.
  - 대한민국의 연극배우 박수아.
- 8월 27일
  - 대한민국의 야구 선수 최재훈.
  - 일본의 축구 선수 도미이 다이키.
- 8월 28일
  - 대한민국의 가수 조권 (2AM).
  - 대한민국의 가수 조현아 (어반자카파).
  - 스페인의 축구 선수 세사르 아스필리쿠에타.
- 8월 29일
  - 대한민국의 성우 공준호.
  - 대한민국의 전직 스타크래프트 프로게이머 최재원.
  - 대한민국의 모델 김유리. (~2011년)
  - 대한민국의 축구 선수 김다빈.
  - 대한민국의 전 축구 선수 김영인.
- 8월 30일
  - 대한민국의 전 배구선수 백목화
  - 미국의 가수 비비 렉사.
  - 대한민국의 싱어송라이터 이정권.
  - 대한민국의 야구 선수 조윤준.
  - 대한민국의 배우 정가희.
- 8월 31일
  - 대한민국의 배우 신혜선.
  - 일본의 가수, 배우 키리야마 아키토 (쟈니스WEST).
  - 미국의 래퍼 겸 가수 브라이언 체이스.
  - 대한민국의 축구 선수 윤사랑.

### 9월
- 9월 1일
  - 대한민국의 배우 김아빈.
  - 대한민국의 배우 정다운.
  - 대한민국의 가수 김호연.
  - 대한민국의 배우 정원창.
  - 대한민국의 가수 이도진.
  - 러시아의 축구 선수 아르투르 유수포프.
  - 잉글랜드의 축구 선수 대니얼 스터리지.
- 9월 2일
  - 대한민국의 축구 선수 박찬종.
  - 독일의 전자 음악가 제드.
  - 브라질의 축구 선수 알렉산드르 파투.
- 9월 3일 - 대한민국의 가수 장현승.
- 9월 4일 - 대한민국의 뮤지컬 배우 표정우.
- 9월 5일
  - 대한민국의 가수 재이. (피에스타)
  - 미국의 배우 캐터리나 그레이엄.
  - 일본의 성우 코마다 와타루.
- 9월 6일
  - 대한민국의 배우 김소은.
  - 대한민국의 축구 선수 서정진.
  - 영국의 배우 해나 존카먼.
- 9월 7일
  - 대한민국의 가수 아이키.
  - 대한민국의 가수 제니.
  - 일본의 성우 야마시타 다이키.
- 9월 8일
  - 스웨덴의 전자 음악가 아비치. (~2018년)
  - 아이슬란드의 축구 선수 길비 시귀르드손.
  - 대한민국의 골프 선수 김해림.
- 9월 9일
  - 대한민국의 레이싱 모델 최별하.
  - 대한민국의 축구 선수 김인성.
  - 대한민국의 아나운서 이해리.
- 9월 10일 - 대한민국의 베이시스트 김재인.
- 9월 11일
  - 일본의 가수 쿠라모치 아스카 (AKB48).
  - 프랑스의 배우, 모델 안나 폴리나.
- 9월 12일
  - 대한민국의 야구 선수 민성기 (NC 다이노스).
  - 대한민국의 배구 선수 우주리.
- 9월 13일 - 독일의 축구 선수 토마스 뮐러 (FC 바이에른 뮌헨).
- 9월 14일 - 대한민국의 배우 이종석.
- 9월 15일
  - 세네갈의 축구 선수 살리우 시스.
  - 쿠바의 권투 선수 야스니엘 톨레도.
- 9월 16일
  - 대한민국의 펜싱 선수 황선아.
  - 베네수엘라의 축구 선수 살로몬 론돈.
  - 미국의 야구 선수 로비 그로스만.
  - 일본의 축구 선수 아오키 다쿠야.
- 9월 17일
  - 대한민국의 배우 전성초.
  - 대한민국의 전 야구 선수 서상우.
  - 대한민국의 만화가 무적핑크.
- 9월 18일
  - 대한민국의 배우 이주빈.
  - 대한민국의 가수 이로.
- 9월 19일
  - 일본의 패션 모델 IMALU.
  - 대한민국의 배우 서하준.
- 9월 21일
  - 대한민국의 전 아나운서 박유라.
  - 대한민국의 전 야구 선수 박지훈.
  - 대한민국의 전직 스타크래프트 프로게이머 김재훈.
  - 대한민국의 축구 선수 김태은.
  - 미국의 싱어송라이터 제이슨 데룰로.
- 9월 22일
  - 대한민국의 가수 효연 (소녀시대).
  - 대한민국의 필라테스 강사, 방송인 양정원.
  - 대한민국의 트로트 가수 이아영.
  - 대한민국의 축구 선수 김태호.
- 9월 23일
  - 대한민국의 트로트 가수 최진아.
  - 미국의 배우 대니 대니얼스.
- 9월 24일 - 대한민국의 프로듀서 이주형. (~2024년)
- 9월 25일 - 대한민국의 레이싱 모델 정주희.
- 9월 26일
  - 대한민국의 아나운서 연상은.
  - 미국의 작곡가 조지 거슈윈.
  - 대한민국의 가수, 뮤지컬 배우 장서영.
  - 잉글랜드이 전 축구 선수 키어런 기브스.
  - 잉글랜드의 배우 에마 릭비.
  - 대한민국의 축구 선수 조준현.
- 9월 27일
  - 대한민국의 수영 선수 박태환.
  - 일본의 성우 오오쿠보 루미.
  - 일본의 배우 니와 미키호.
- 9월 28일
  - 대한민국의 국악인 김나니.
  - 대한민국의 축구 선수 윤준성.
  - 프랑스의 축구 선수 아망딘 앙리.
  - 조선민주주의인민공화국의 전 가수 리설주.
- 9월 29일
  - 일본의 성우 후루카와 마코토.
  - 대한민국의 배우 김민형.
- 9월 30일
  - 대한민국의 배우 이정민.
  - 스페인의 태권도 선수 호엘 곤살레스.

### 10월
- 10월 1일
  - 미국의 배우 브리 라슨.
  - 이집트의 사브르 펜싱 선수 마나드 제이드.
- 10월 2일
  - 미국의 해커 조지 호츠.
  - 일본의 전 축구 선수 세키타 히로시.
- 10월 3일
  - 대한민국의 야구 선수 나성범.
  - 크로아티아의 축구 선수 이바 란데카.
  - 대한민국의 전 배우 석진이.
  - 대한민국의 성우 정의택.
- 10월 4일
  - 대한민국의 배우 길하라.
  - 대한민국의 배우 이초희.
  - 미국의 배우 다코타 존슨.
  - 대한민국의 축구 선수 구본상.
  - 미국의 야구 선수 케이시 켈리.
- 10월 5일
  - 대한민국의 전 리그 오브 레전드 프로게이머 쏭.
  - 대한민국의 전 프로게이머 박승현. (~2013년)
  - 일본의 성우, 배우, 가수 오노 켄쇼.
  - 일본의 축구 선수 우메이 다이키.
- 10월 6일
  - 대한민국의 축구 선수 김보경 (카디프 시티 FC).
  - 대한민국의 배우, 모델 천이슬.
  - 대한민국의 전직 스타크래프트, 프로게이머 도재욱.
- 10월 7일
  - 대한민국의 모델 김재연.
  - 대한민국의 배우 조미녀.
- 10월 8일
  - 대한민국의 연극배우 김진희.
  - 대한민국의 야구 선수 국해성.
- 10월 9일
  - 대한민국의 레이싱 모델 서윤아.
  - 대한민국의 레이싱 모델 한민지.
- 10월 10일 - 대한민국의 아나운서 안나경.
- 10월 11일
  - 한국계 미국인 골프 선수 미셸 위.
  - 중국계 캐나다의 가수 헨리 (슈퍼주니어-M).
  - 대한민국의 야구 선수 최성훈.
- 10월 12일 - 대한민국의 배우 주보비.
- 10월 13일
  - 대한민국의 가수 늘해랑.
  - 대한민국의 가수 전효성 (시크릿).
- 10월 14일 - 대한민국의 가수 김태현.
- 10월 15일 - 대한민국의 학원강사 서예슬.
- 10월 16일 - 대한민국의 야구 선수 이장희.
- 10월 17일
  - 대한민국의 가수 제이엔 (New.F.O).
  - 대한민국의 배우 한승윤.
  - 오스트레일리아의 배우 소피 럭.
- 10월 18일
  - 대한민국의 배우 차정원.
  - 일본의 배우 노이리 토시키. (~2023년)
- 10월 19일 - 대한민국의 전직 스타크래프트 프로게이머 가수 겸 아프리카TV BJ 철구형.
- 10월 20일
  - 대한민국의 레이싱 모델 김하음.
  - 대한민국의 배우 임윤호.
  - 영국의 가수 제스 글린.
- 10월 21일 - 일본의 가수 May'n.
- 10월 22일
  - 대한민국의 가수, 뮤지컬 배우 린지 (피에스타).
  - 대한민국의 야구 선수 노건우.
  - 대한민국의 가수 JJ.
- 10월 23일 - 대한민국의 배우 문학진.
- 10월 24일 - 스웨덴의 방송인 퓨디파이.
- 10월 25일 - 대한민국의 트럼펫연주가 페토.
- 10월 26일 - 중화인민공화국의 축구 선수 츠중궈.
- 10월 27일 - 대한민국의 축구 선수 이승현.
- 10월 28일
  - 대한민국의 배우 맹유나. (~2018년)
  - 대한민국의 레이싱 모델 류지혜.
- 10월 29일
  - 잉글랜드의 축구 선수 조엘 워드.
  - 일본의 아이돌 사에키 미카. (AKB48)
  - 터키, 독일의 배우, 모델, 미인대회 우승자 레일라 리디아 투우툴루.
- 10월 30일 - 대한민국의 연극배우, 뮤지컬 배우 김유리.
- 10월 31일 - 대한민국의 가수 신용재.

### 11월
- 11월 1일
  - 일본의 아이돌 모로즈카 카나미.
  - 대한민국의 아나운서 고혜윤.
- 11월 2일
  - 대한민국의 희극인, 배우 구혜리.
  - 대한민국의 리그 오브 레전드 프로게이머 트레이스.
- 11월 3일
  - 대한민국의 전직 스타크래프트, 프로게이머 김택용.
  - 대한민국의 배우 김리원.
  - 일본의 모델 사카모토 레미.
- 11월 4일
  - 대한민국의 핸드볼 선수 주희.
  - 일본의 가수, 성우 미야모토 카나코.
  - 에콰도르의 축구 선수 에네르 발렌시아.
- 11월 5일 - Lowcost Cosplay.
- 11월 6일
  - 노르웨이의 축구 선수 마렌 미엘데.
  - 대한민국의 희극인, 웹툰 작가 안가연.
  - 대한민국의 전직 스타크래프트 프로게이머 유준희 (삼성전자 칸).
  - 대한민국의 가수 신나라.
- 11월 7일
  - 대한민국의 프로 바둑 기사 조경호.
  - 파키스탄, 미국의 배우 아리즈 파티마.
  - 일본의 전 축구 선수 이시카와 나오토.
- 11월 8일
  - 프랑스의 축구 선수 모르간 슈네데를랭.
  - 대한민국의 전 스타크래프트 프로게이머 김승현.
- 11월 9일 - 대한민국의 모델, 배우 진아름.
- 11월 10일
  - 영국의 배우 태런 에저턴.
  - 미국의 전 야구 선수 마이클 초이스.
- 11월 11일
  - 일본의 가수 다나카 레이나 (LoVendoЯ).
  - 대한민국의 야구 선수 한희.
  - 일본의 배우 겸 성우 오미가와 치아키.
  - 미국의 피겨 스케이팅 선수 애덤 리펀.
  - 스웨덴의 레슬링 선수 소피아 맛손.
- 11월 12일
  - 그리스의 축구 선수 타나시스 디나스.
  - 일본의 축구 선수 기요타케 히로시.
- 11월 13일 - 대한민국의 뮤지컬 배우, 영화배우 안재혁.
- 11월 14일 - 대한민국의 가수 찬미.
- 11월 16일
  - 대한민국의 아나운서 김세희.
  - 러시아의 전 유도 선수 알리베크 바시카예프.
- 11월 17일
  - 대한민국의 배우 최수임.
  - 대한민국의 기상캐스터 박하명.
  - 일본의 축구 선수 가미후쿠모토 나오토.
- 11월 18일
  - 잉글랜드의 축구 선수 마크 올브라이턴.
  - 대한민국의 야구 선수 류원석.
  - 대한민국의 야구 선수 신재영.
- 11월 19일 - 대한민국의 기상캐스터 방소윤.
- 11월 20일
  - 대한민국의 배우 헤이지니.
  - 미국의 배우 코디 린리.
  - 이탈리아의 펜싱 선수 알레시오 포코니.
- 11월 21일
  - 대한민국의 프로게이머 신상문.
  - 사우디아라비아의 축구 선수 알리 알불라이히.
  - 잉글랜드의 전 축구 선수 페이비언 델프.
  - 베네수엘라의 야구 선수 호세 피렐라.
  - 대한민국의 약사, 정치인 정혜연.
- 11월 22일
  - 대한민국의 모델 문가비.
  - 잉글랜드의 축구 선수 크리스 스몰링.
  - 미국의 가수 캔디스 글러버.
- 11월 23일
  - 대한민국의 아나운서 빙나리.
  - 대한민국의 정치인, 김영삼 전 대통령의 손자 김인규.
  - 대한민국의 축구 선수 강지용. (~2025년)
- 11월 24일 - 대한민국의 모델 박희현.
- 11월 25일 - 대한민국의 가수 정훈.
- 11월 26일 - 대한민국의 가수 블루비.
- 11월 27일
  - 대한민국의 배우 남보라.
  - 대한민국의 전직 스타크래프트 프로게이머 차명환.
- 11월 28일 - 대한민국의 야구 선수 문승원.
- 11월 29일
  - 대한민국의 야구 선수 안정광.
  - 브라질의 축구 선수 세자르 페르난두 시우바 멜루.
- 11월 30일
  - 대한민국의 쇼트트랙 스피드 스케이팅 선수 이정수.
  - 대한민국의 배구 선수 배유나.
  - 대한민국의 배우 손우현.

### 12월
- 12월 1일 - 대한민국의 축구 선수 박태수.
- 12월 2일 - 이탈리아의 축구 선수 마테오 다르미안.
- 12월 3일 - 대한민국의 야구 선수 우동균.
- 12월 4일
  - 대한민국의 배우 윤주.
  - 대한민국의 뮤지컬 배우 김보미.
  - 대한민국의 기업인 손주영.
- 12월 5일
  - 대한민국의 가수 유리 (소녀시대).
  - 대한민국의 가수 김예원 (쥬얼리).
  - 대한민국의 배우 이규환.
- 12월 6일 - 대한민국의 스포츠트레이너 김기웅.
- 12월 7일
  - 영국의 배우 니컬러스 홀트.
  - 미국의 배우 케일럽 랜드리 존스.
  - 일본의 전 축구 선수 나카시마 고헤이.
- 12월 8일
  - 대한민국의 배우 이유영.
  - 이란의 역도 선수 베흐다드 살리미.
  - 대한민국의 축구 선수 최호정.
  - 일본의 축구 선수 미하라 고헤이.
- 12월 9일 - 대한민국의 래퍼 정희철 (제국의 아이들).
- 12월 10일 - 대한민국의 바리스타 박상호.
- 12월 11일 - 대한민국의 프로게이머 박성진.
- 12월 12일 - 대한민국의 탁구 선수 김소리.
- 12월 13일
  - 대한민국의 뮤지컬 배우, 영화 배우, 대학교수 정재은.
  - 미국의 컨트리 가수 테일러 스위프트.
  - 일본의 가수 후루카와 아이리 (SKE48).
  - 대한민국의 바이올린 연주자 김봄소리.
- 12월 14일
  - 대한민국의 배우 남상지.
  - 대한민국의 가수 온유 (샤이니).
  - 대한민국의 성우 비주언.
  - 대한민국의 배구 선수 양효진.
  - 대한민국의 축구 선수 정우영.
- 12월 15일
  - 대한민국의 가수 안성훈.
  - 영국의 축구 선수 에런 크레스웰.
  - 일본의 여자 성우 무라나카 토모.
- 12월 16일 - 일본의 배우 키리타니 미레이.
- 12월 17일 - 대한민국의 야구 선수 성의준.
- 12월 18일
  - 대한민국의 배우 이신애.
  - 대한민국의 야구 선수 김선빈 (기아 타이거즈).
  - 대한민국의 음악 프로듀서 코드 쿤스트.
  - 미국의 배우 애슐리 벤슨.
- 12월 19일 - 대한민국의 가수 용준형 (하이라이트).
- 12월 20일
  - 대한민국의 배우 강봉성.
  - 대한민국의 펜싱 선수 하태규.
  - 대한민국의 가수 정이재.
- 12월 21일
  - 대한민국의 배우 김경남.
  - 대한민국의 축구 선수 이호승.
  - 미국의 작가, 희극인 퀸터 브런슨.
- 12월 22일
  - 대한민국의 가수 성용 (터치).
  - 미국의 가수 조딘 스파크스.
  - 대한민국의 뮤지컬 배우 이지영.
  - 대한민국의 배우 박가영.
- 12월 23일
  - 대한민국의 성우 방연지.
  - 대한민국의 아나운서 김수지.
  - 대한민국의 희극인 박성호.
- 12월 24일 - 중국의 바둑 기사 왕하오양.
- 12월 25일 - 대한민국의 래퍼 로꼬.
- 12월 26일
  - 대한민국의 쇼트트랙 선수 곽윤기.
  - 일본의 성우 토쿠이 소라.
  - 알제리의 축구 선수 소피안 페굴리.
  - 대만의 작가, 수필가 리친펑.
- 12월 27일
  - 대한민국의 프로게이머 출신 배우 민찬기.
  - 대한민국의 배구 선수 부용찬.
  - 대한민국의 인플루언서 겸 작가 유명성.
  - 일본의 성우, 배우, 가수 우치다 마아야.
- 12월 28일 - 아일랜드의 배우 제시 버클리.
- 12월 29일
  - 일본의 테니스 선수 니시코리 케이.
  - 자메이카의 육상 선수 요한 블레이크.
- 12월 30일
  - 대한민국의 야구 선수 김태군.
  - 미국의 스케이트 선수, 배우 라이언 셰클러.
- 12월 31일
  - 대한민국의 배우 이경화.
  - 일본의 성우 후쿠하라 아야카.
  - 일본의 축구 선수 스기모토 다쿠야.

### 미상
- 대한민국의 싱어송라이터 이민휘.
- 대한민국의 범죄자 김성수.
- 대한민국의 아나운서 김유진.
- 대한민국의 패션 모델 박지혜.
- 대한민국의 가수 윤슬.
- 대한민국의 배우 한해인.
- 대한민국의국악 연주자 지혜리.
- 대한민국의 가수 지훈.
- 대한민국의 가수 허지애.
- 캐나다의 인권운동가 루자인 알하틀룰.
- 대한민국의 스포츠 슈터 김경애.
- 대한민국의 보디빌딩 선수 김기중.
- 대한민국의 전 배우 김성은.
- 대한민국의 배우 김세인.
- 대한민국의 배우 김채원.
- 대한민국의 미스코리아 김현영.
- 대한민국의 뮤지컬 배우 신나리.
- 대한민국의 배우, 모델 이규환.
- 대한민국의 수영 선수 이승현.
- 대한민국의 배우 이종화.
- 대한민국의 모델 이지연.
- 대한민국의 골프 선수 정재은.
- 대한민국의 배우 정지우.
- 오타 게이스케.
- 아일랜드의 축구 선수 제이미 브라운.
- 일본의 배우 카즈나리.

## 사망

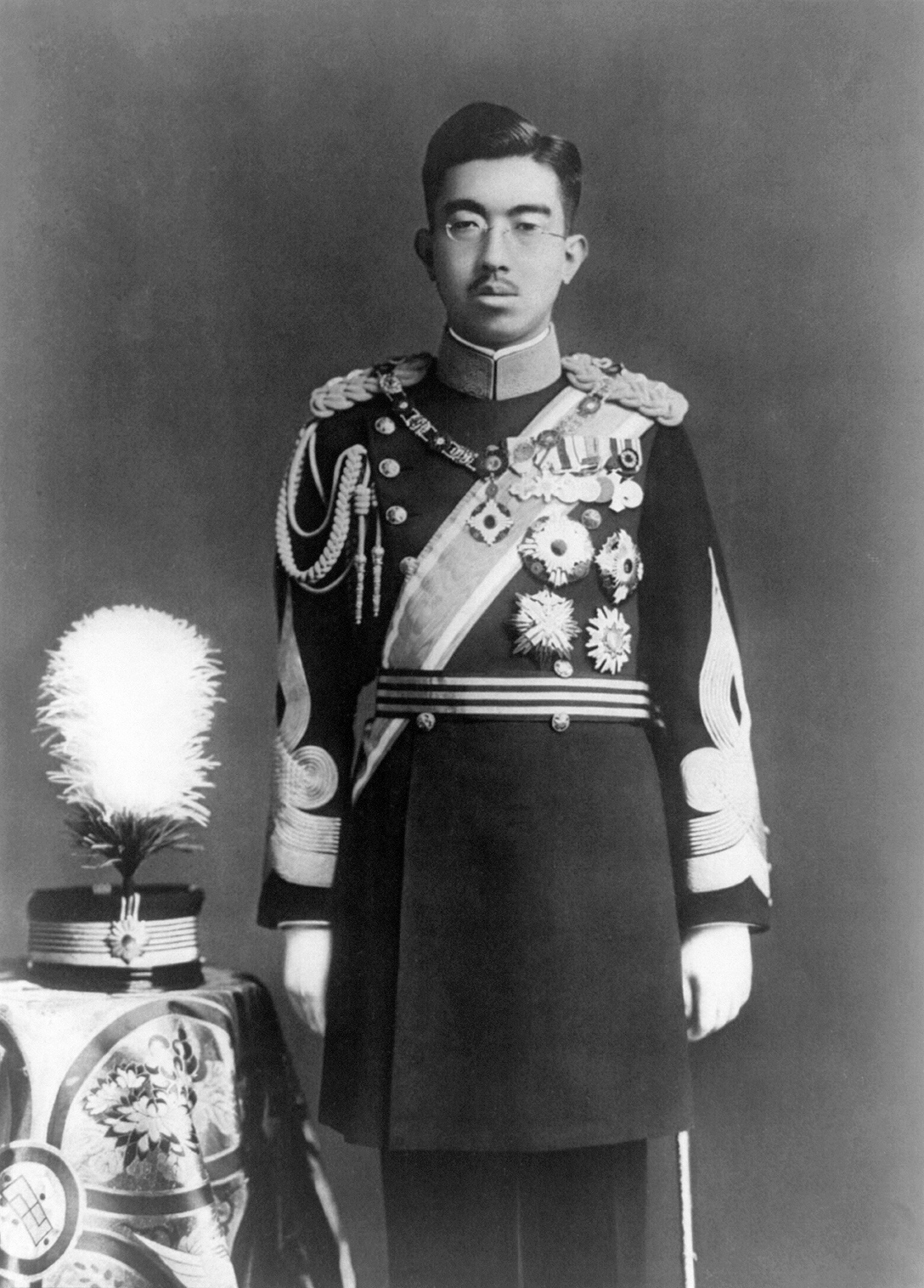
히로히토

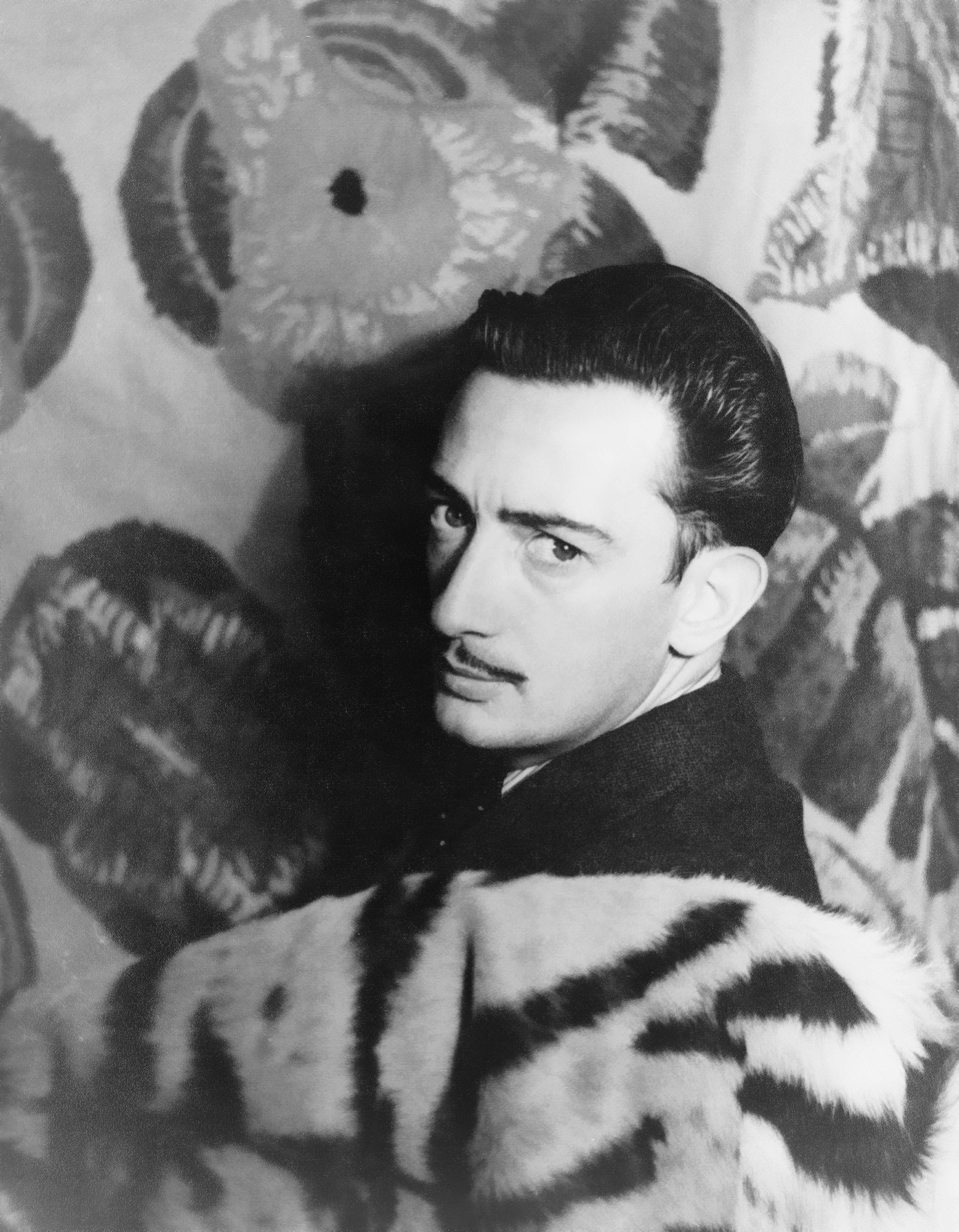
살바도르 달리

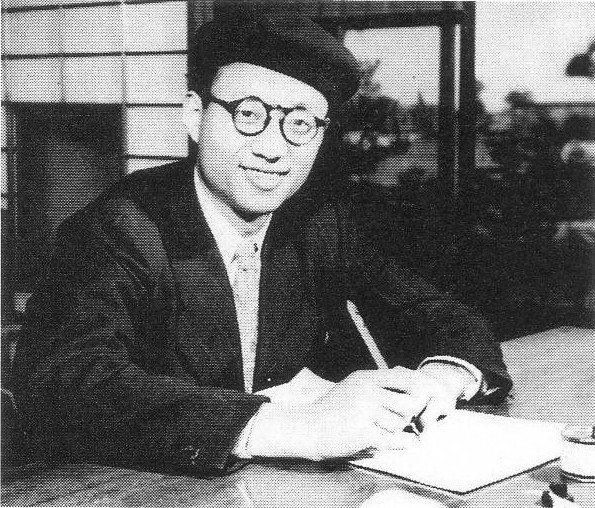
데즈카 오사무

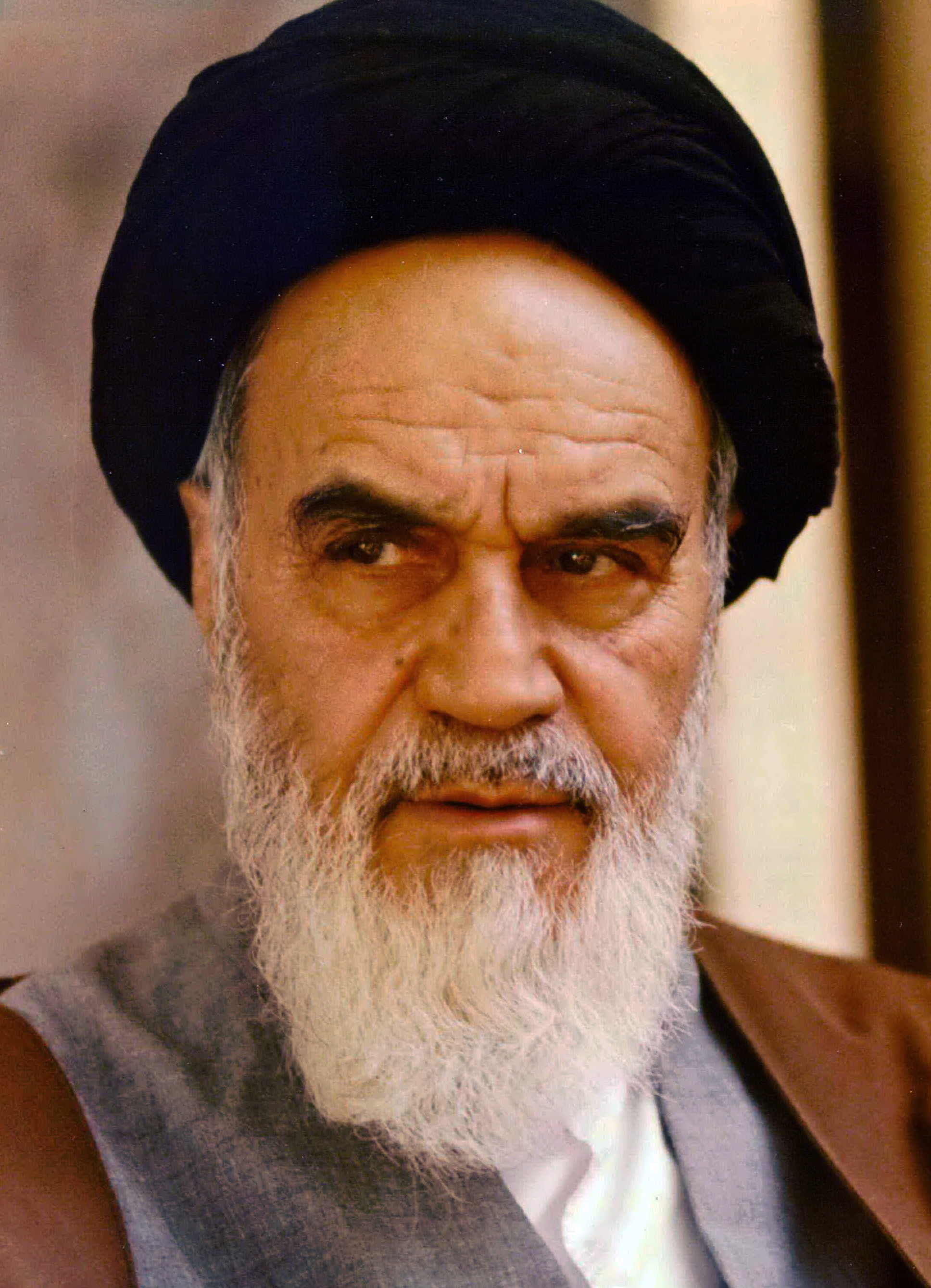
아야톨라 루홀라 호메이니

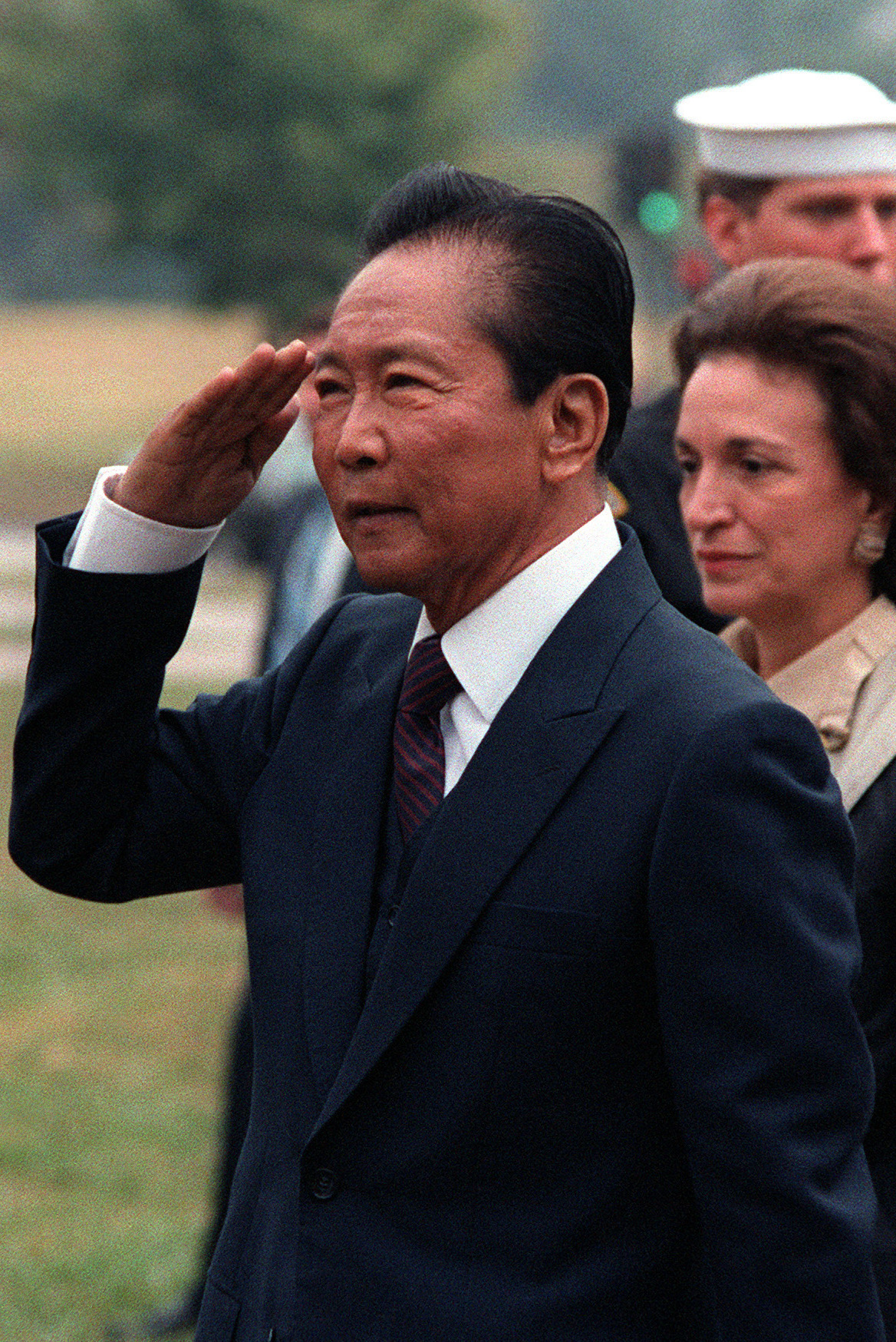
페르디난드 마르코스

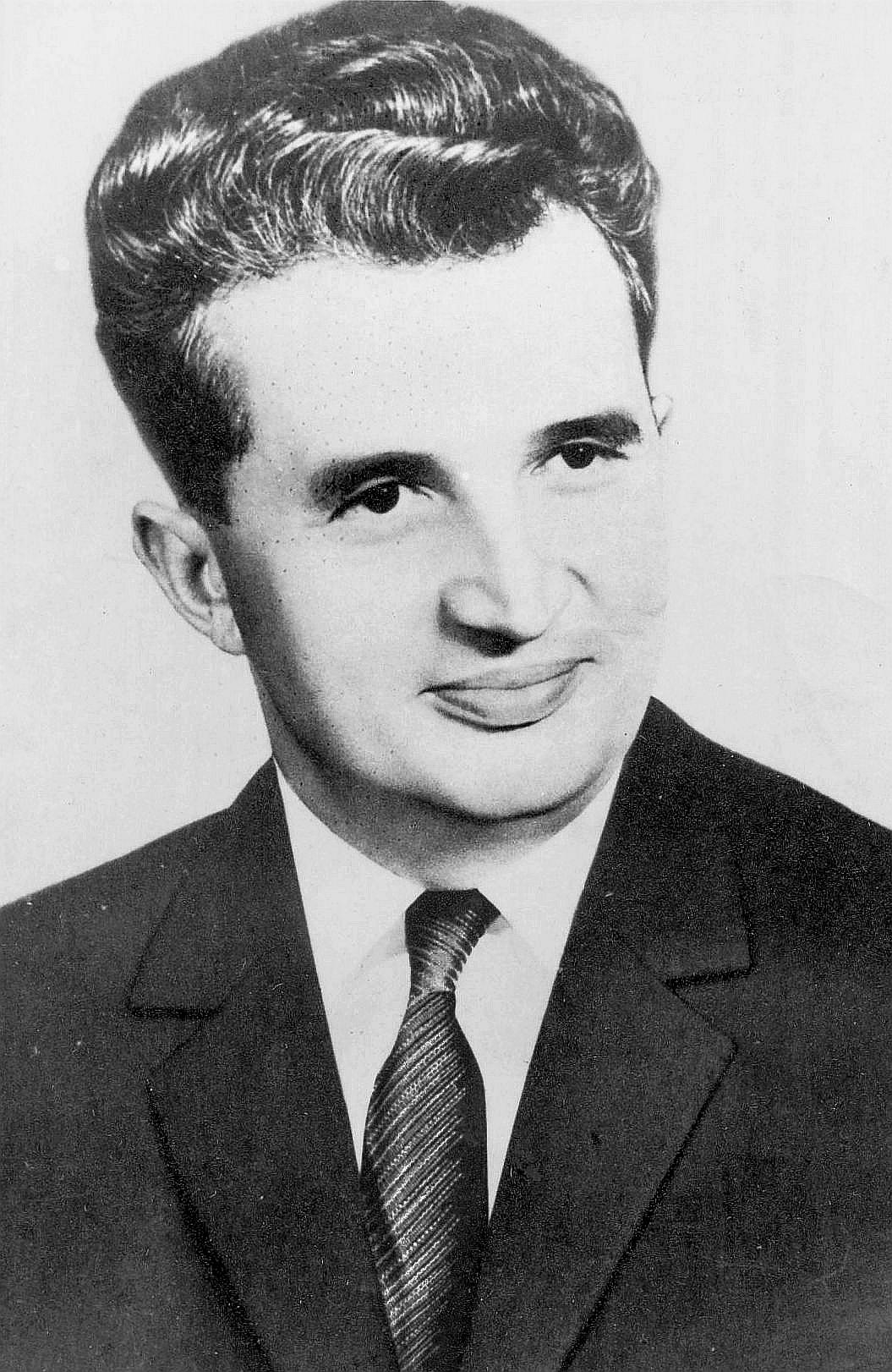
니콜라에 차우셰스쿠

- 1월 7일 - 일본의 제124대 천황 쇼와 천황. (1901년~)
- 1월 23일 - 스페인의 화가, 영화 제작가 살바도르 달리. (1904년~)
- 2월 3일 - 미국의 배우, 영화 감독, 각본가 존 카사베티스. (1929년~)
- 2월 4일 - 대한민국의 사상가 함석헌. (1901년~)
- 2월 9일 - 일본의 만화가, 애니메이터 데즈카 오사무. (1928년~)
- 3월 7일 - 대한민국의 시인, 언론인 기형도. (1960년~)
- 4월 12일 - 미국의 활동가 애비 호프먼. (1936년~)
- 4월 21일 - 대한제국의 마지막 황녀 덕혜옹주. (1912년~)
- 4월 30일
  - 대한제국의 마지막 황태자비 이방자. (1901년~)
  - 이탈리아의 영화감독 세르조 레오네. (1929년~)
- 5월 1일 - 폴란드의 공산주의 정치인 에드바르트 오하프. (1906년~)
- 6월 3일 - 이란의 지도자, 혁명가 루홀라 호메이니. (1902년~)
- 6월 23일 - 독일의 법학자 이자 나치 친위대 장교, 베르너 베스트 (Werner Best). (1903년~)
- 6월 24일 - 일본의 가수 미소라 히바리(美空ひばり). (1937년~)
- 7월 2일 -  소련의 외교관 안드레이 그로미코. (1909년~)
- 7월 11일 - 영국의 배우, 영화 감독 로런스 올리비에. (1907년~)
- 7월 16일 - 오스트리아의 지휘자 헤르베르트 폰 카라얀. (1908년~)
- 8월 15일 - 대한민국의 민주화 운동가 이내창. (1962년~)
- 8월 22일 - 미국의 흑인인권 운동가 휴이 뉴턴. (1942년~)
- 9월 28일 - 필리핀의 제10대 대통령 페르디난드 마르코스. (1917년~)
- 10월 6일 - 미국의 배우 베티 데이비스. (1908년~)
- 12월 16일 - 미국의 배우 리 밴클리프. (1925년~)
- 12월 25일 - 루마니아의 정치인 니콜라에 차우셰스쿠. (1918년~)
- 12월 31일 - 헝가리의 축구 선수, 축구 감독 런토시 미하이. (1928년~)

## 노벨상
- 경제학상: 트리그베 호벨모
- 문학상: 카밀로 호세 세라
- 물리학상: 노만 F. 램지, 한스 G. 데멜트, 한스강 파울
- 생리학 및 의학상: J. 마이클 비숍, 해럴드 E. 바머스
- 평화상: 제14대 달라이 라마
- 화학상: 시드니 올트먼, 토머스 R. 체크

## 달력
| 1월 |    |    |    |    |    |    |
| 일  | 월 | 화 | 수 | 목 | 금 | 토 |
| 1   | 2  | 3  | 4  | 5  | 6  | 7  |
| 8   | 9  | 10 | 11 | 12 | 13 | 14 |
| 15  | 16 | 17 | 18 | 19 | 20 | 21 |
| 22  | 23 | 24 | 25 | 26 | 27 | 28 |
| 29  | 30 | 31 |    |    |    |    |

| 2월 |    |    |    |    |    |    |
| 일  | 월 | 화 | 수 | 목 | 금 | 토 |
|     |    |    | 1  | 2  | 3  | 4  |
| 5   | 6  | 7  | 8  | 9  | 10 | 11 |
| 12  | 13 | 14 | 15 | 16 | 17 | 18 |
| 19  | 20 | 21 | 22 | 23 | 24 | 25 |
| 26  | 27 | 28 |    |    |    |    |

| 3월 |    |    |    |    |    |    |
| 일  | 월 | 화 | 수 | 목 | 금 | 토 |
|     |    |    | 1  | 2  | 3  | 4  |
| 5   | 6  | 7  | 8  | 9  | 10 | 11 |
| 12  | 13 | 14 | 15 | 16 | 17 | 18 |
| 19  | 20 | 21 | 22 | 23 | 24 | 25 |
| 26  | 27 | 28 | 29 | 30 | 31 |    |

| 4월 |    |    |    |    |    |    |
| 일  | 월 | 화 | 수 | 목 | 금 | 토 |
|     |    |    |    |    |    | 1  |
| 2   | 3  | 4  | 5  | 6  | 7  | 8  |
| 9   | 10 | 11 | 12 | 13 | 14 | 15 |
| 16  | 17 | 18 | 19 | 20 | 21 | 22 |
| 23  | 24 | 25 | 26 | 27 | 28 | 29 |
| 30  |    |    |    |    |    |    |

| 5월 |    |    |    |    |    |    |
| 일  | 월 | 화 | 수 | 목 | 금 | 토 |
|     | 1  | 2  | 3  | 4  | 5  | 6  |
| 7   | 8  | 9  | 10 | 11 | 12 | 13 |
| 14  | 15 | 16 | 17 | 18 | 19 | 20 |
| 21  | 22 | 23 | 24 | 25 | 26 | 27 |
| 28  | 29 | 30 | 31 |    |    |    |

| 6월 |    |    |    |    |    |    |
| 일  | 월 | 화 | 수 | 목 | 금 | 토 |
|     |    |    |    | 1  | 2  | 3  |
| 4   | 5  | 6  | 7  | 8  | 9  | 10 |
| 11  | 12 | 13 | 14 | 15 | 16 | 17 |
| 18  | 19 | 20 | 21 | 22 | 23 | 24 |
| 25  | 26 | 27 | 28 | 29 | 30 |    |

| 7월 |    |    |    |    |    |    |
| 일  | 월 | 화 | 수 | 목 | 금 | 토 |
|     |    |    |    |    |    | 1  |
| 2   | 3  | 4  | 5  | 6  | 7  | 8  |
| 9   | 10 | 11 | 12 | 13 | 14 | 15 |
| 16  | 17 | 18 | 19 | 20 | 21 | 22 |
| 23  | 24 | 25 | 26 | 27 | 28 | 29 |
| 30  | 31 |    |    |    |    |    |

| 8월 |    |    |    |    |    |    |
| 일  | 월 | 화 | 수 | 목 | 금 | 토 |
|     |    | 1  | 2  | 3  | 4  | 5  |
| 6   | 7  | 8  | 9  | 10 | 11 | 12 |
| 13  | 14 | 15 | 16 | 17 | 18 | 19 |
| 20  | 21 | 22 | 23 | 24 | 25 | 26 |
| 27  | 28 | 29 | 30 | 31 |    |    |

| 9월 |    |    |    |    |    |    |
| 일  | 월 | 화 | 수 | 목 | 금 | 토 |
|     |    |    |    |    | 1  | 2  |
| 3   | 4  | 5  | 6  | 7  | 8  | 9  |
| 10  | 11 | 12 | 13 | 14 | 15 | 16 |
| 17  | 18 | 19 | 20 | 21 | 22 | 23 |
| 24  | 25 | 26 | 27 | 28 | 29 | 30 |

| 10월 |    |    |    |    |    |    |
| 일   | 월 | 화 | 수 | 목 | 금 | 토 |
| 1    | 2  | 3  | 4  | 5  | 6  | 7  |
| 8    | 9  | 10 | 11 | 12 | 13 | 14 |
| 15   | 16 | 17 | 18 | 19 | 20 | 21 |
| 22   | 23 | 24 | 25 | 26 | 27 | 28 |
| 29   | 30 | 31 |    |    |    |    |

| 11월 |    |    |    |    |    |    |
| 일   | 월 | 화 | 수 | 목 | 금 | 토 |
|      |    |    | 1  | 2  | 3  | 4  |
| 5    | 6  | 7  | 8  | 9  | 10 | 11 |
| 12   | 13 | 14 | 15 | 16 | 17 | 18 |
| 19   | 20 | 21 | 22 | 23 | 24 | 25 |
| 26   | 27 | 28 | 29 | 30 |    |    |

| 12월 |    |    |    |    |    |    |
| 일   | 월 | 화 | 수 | 목 | 금 | 토 |
|      |    |    |    |    | 1  | 2  |
| 3    | 4  | 5  | 6  | 7  | 8  | 9  |
| 10   | 11 | 12 | 13 | 14 | 15 | 16 |
| 17   | 18 | 19 | 20 | 21 | 22 | 23 |
| 24   | 25 | 26 | 27 | 28 | 29 | 30 |
| 31   |    |    |    |    |    |    |

### 음양력 대조 일람
| 음력월 | 월건 | 대소 | 음력 1일의 양력 월일 | 음력 1일 간지 |
| ------ | ---- | ---- | -------------------- | ------------- |
| 1월    | 병인 | 대   | 2월 6일              | 정유          |
| 2월    | 정묘 | 소   | 3월 8일              | 정묘          |
| 3월    | 무진 | 소   | 4월 6일              | 병신          |
| 4월    | 기사 | 대   | 5월 5일              | 을축          |
| 5월    | 경오 | 소   | 6월 4일              | 을미          |
| 6월    | 신미 | 대   | 7월 3일              | 갑자          |
| 7월    | 임신 | 소   | 8월 2일              | 갑오          |
| 8월    | 계유 | 대   | 8월 31일             | 계해          |
| 9월    | 갑술 | 대   | 9월 30일             | 계사          |
| 10월   | 을해 | 소   | 10월 30일            | 계해          |
| 11월   | 병자 | 대   | 11월 28일            | 임진          |
| 12월   | 정축 | 대   | 12월 28일            | 임술          |